# Daphnopsis grandis
Daphnopsis grandis är en tibastväxtart som beskrevs av L.I. Nevling och K. Barringer. Daphnopsis grandis ingår i släktet Daphnopsis och familjen tibastväxter. Inga underarter finns listade i Catalogue of Life.